# Miltogramma kurahashii
Miltogramma kurahashii är en tvåvingeart som beskrevs av Artamonov 1991. Miltogramma kurahashii ingår i släktet Miltogramma och familjen köttflugor. Inga underarter finns listade i Catalogue of Life.